# Afroboletus luteolus
Afroboletus luteolus är en svampart som först beskrevs av Paul Heinemann, och fick sitt nu gällande namn av Pegler & T.W.K. Young 1981. Afroboletus luteolus ingår i släktet Afroboletus och familjen Boletaceae.   Inga underarter finns listade i Catalogue of Life.